# Тома Оже
Тома Оже (нар. 22 березня 1980) — колишній монакійський тенісист.
Найвищу одиночну позицію світового рейтингу — 249 місце досяг 29 жовтня 2007, парну — 138 місце — 9 липня 2007 року.

## Фінали Туру в одиночному розряді на всіх рівнях (8–9)
| Легенда (одиночний розряд) |
| Великий шлем (0–0)         |
| Tennis Masters Cup (0–0)   |
| Серія Мастерс ATP (0–0)    |
| Тур ATP (0–0)              |
| Челленджери (0–0)          |
| Ф'ючерси (8–9)             |

| Результат | Ранг | Дата            | Турнір                      | Покриття   | Суперник             | Рахунок       |
| --------- | ---- | --------------- | --------------------------- | ---------- | -------------------- | ------------- |
| Перемога  | 1.   | 8 квітня 2002   | Sutama, Японія              | Трава      | Марко Мірнеґґ        | 7–6, 6–3      |
| Поразка   | 1.   | 21 липня 2003   | Бухарест, Румунія           | Ґрунт      | Резван Сабиу         | 4–6, 1–6      |
| Перемога  | 2.   | 18 серпня 2003  | El Menzah, Туніс            | Тверде     | Хайтем Абід          | 6–1, 6–0      |
| Перемога  | 3.   | 27 лютого 2006  | Вроцлав, Польща             | Тверде (i) | Лукаш Росол          | 6–3, 2–6, 7–6 |
| Поразка   | 2.   | 5 червня 2006   | Геусдал, Норвегія           | Тверде     | Стіан Боретті        | 4–6, 2–6      |
| Перемога  | 4.   | 12 червня 2006  | Геусдал, Норвегія           | Тверде     | Ріккардо Гедін       | 6–1, 3–6, 6–3 |
| Перемога  | 5.   | 8 січня 2007    | Шеффілд, Велика Британія    | Тверде (i) | Тімо Ніємінен        | 6–2, 6–4      |
| Поразка   | 3.   | 15 січня 2007   | Сандерленд, Велика Британія | Тверде (i) | Стефан Робер         | 2–6, 5–7      |
| Поразка   | 4.   | 26 березня 2007 | Бат, Велика Британія        | Тверде (i) | Річард Блумфілд      | 5–7, 6–7      |
| Поразка   | 5.   | 2 квітня 2007   | Бат, Велика Британія        | Тверде (i) | Андреас Бек          | 5–7, 4–6      |
| Поразка   | 6.   | 14 травня 2007  | Meshref, Кувейт             | Тверде     | Айсам-уль-Хак Куреші | 6–7, 6–3, 3–6 |
| Перемога  | 6.   | 20 серпня 2007  | Лондон, Велика Британія     | Тверде     | Фред Геммес мол.     | 6–0, 7–6      |
| Перемога  | 7.   | 17 вересня 2007 | Плезір, Франція             | Тверде (i) | Адріан Маннаріно     | 7–6, 7–5      |
| Поразка   | 7.   | 4 лютого 2008   | Брессюїр, Франція           | Тверде (i) | Матьє Родрігес       | 5–7, 0–6      |
| Поразка   | 8.   | 28 серпня 2008  | Пйомбіно, Італія            | Ґрунт      | П'єрр-Людовік Дюкло  | 3–6, 0–6      |
| Поразка   | 9.   | 9 березня 2009  | Лілль, Франція              | Тверде (i) | Давид Гез            | 4–6, 5–7      |
| Перемога  | 8.   | 20 квітня 2009  | Анталія, Туреччина          | Тверде     | Грегуар Бюрк'є       | 7–6, 6–3      |